# Port lotniczy Bharatpur
Port lotniczy Bharatpur – port lotniczy położony w Bharatpurze. Jest czwartym co do wielkości portem lotniczym w Nepalu. Oferuje połączenia do Katmandu.

## Linie lotnicze i połączenia
- Cosmic Air (Kathmandu)
- Yeti Airlines (Kathmandu)
- Nepal Airlines
- Buddha Air
- Gorkha Airlines
- Skyline Airways
- Shivani Air